# Рондоландия
Рондоландия (порт. Rondolândia) — муниципалитет в Бразилии, входит в штат Мату-Гросу. Составная часть мезорегиона Север штата Мату-Гроссу. Входит в экономико-статистический  микрорегион Арипуанан. Население составляет 4347 человек на 2006 год. Занимает площадь 12 701,0 км². Плотность населения — 0,3 чел./км².
Праздник города — 28 января.

## История
Город основан 28 января 1998 года. 

## Статистика
- Валовой внутренний продукт на 2003 год составляет 34 248 682,00 реалов (данные: Бразильский институт географии и статистики).
- Валовой внутренний продукт на душу населения на 2003 год составляет 9003,33 реала (данные: Бразильский институт географии и статистики).

## География
Климат местности: экваториальный.